# Erkinchon Rahmatullosoda
Erkinchon Rahmatullosoda (tadschikisch Эркинхон Раҳматуллозода; * 10. Mai 1953 in Isfara, Tadschikische SSR, Sowjetunion als Erkin Rahmatullojew) ist ein tadschikischer Diplomat. Er ist seit 2016 der tadschikische Botschafter in Belgien.

## Leben
Er studierte Orientalistik an der Tadschikischen Nationaluniversität und graduierte dort 1974 mit Auszeichnung. Im Anschluss arbeitete er bis 1976 als Gymnasiallehrer. An der Diplomatenakademie des russischen Außenministeriums absolvierte er 1988 eine Ausbildung im Bereich „Senior Management“. 1999 promovierte er an der Lomonossow-Universität in Moskau in Politikwissenschaften. An die Diplomatenakademie kehrte er 2008 als Postdoktorand zurück. Alle Ausbildungen nach 1977 absolvierte er während seiner Tätigkeit für das tadschikische Außenministerium.
Im Mai 2014 ließ er die russifizierte Schreibweise seines Namens Erkin Rahmatullojew in die tadschikische Form Erkinchon Rahmatullosoda ändern.

## Diplomatischer Werdegang
Von 1977 bis 1980 arbeitete Erkinchon Rahmatullosoda als Dolmetscher an der sowjetischen Botschaft in Kairo, zurück in der Tadschikischen SSR arbeitete er bis 1986 im Ministerrat der Sowjetrepublik. Von 1986 bis 1990 war er Berater im Außenministerium der Tadschikischen SSR, von 1990 bis 1992 stellvertretender Minister in diesem Ministerium und von 1992 bis 2001 dort 1. stellvertretender Minister. Von 2001 bis 2014 war er staatlicher Berater des tadschikischen Staatspräsidenten Emomalij Rahmon für den Bereich Außenpolitik, im selben Bereich von 2014 bis Januar 2016 Assistent der Präsidenten.
Seit dem 27. Januar 2016 ist er als Nachfolger von Rustamjon Soliev Botschafter in Belgien, mitakkreditiert für Luxemburg, sowie Ständiger Vertreter Tadschikistans bei der Europäischen Union und der NATO.

## Veröffentlichungen
In einem Moskauer Verlag veröffentlichte er 2001 ein Buch über die Friedenstruppen der Vereinten Nationen in Tadschikistan und präventive Diplomatie in Zentralasien. 2003 erschien im marokkanischen Rabat ein Buch mit dem Titel al-Ḥaḍāra al-Islāmīya fī Tādschīkistān / الحضارة الإسلامية في تاجيكستان / ‚Islamische Zivilisation in Tadschikistan‘, das von der Organisation der islamischen Welt für Bildung, Wissenschaft und Kultur (ISESCO) herausgegeben wurde und in dem er Co-Autor war; das Buch erschien noch im selben Jahr zusätzlich in englischer Übersetzung. An der Universität für den Frieden in Costa Rica (UPEACE) wird sein United Nations peacekeeping and preventive diplomacy : Central Asia, Tajikistan and Afghanistan aus dem Jahre 2006 als Unterrichtsmaterial verwendet, an der Lomonossow-Universität Moskau sein Preventive diplomacy: panacea or mirage? aus dem Jahre 2007.

## Auszeichnungen
- Sharaf-Orden, 1. Klasse
- Chevalier des Ordre national du Mérite
- 1988: Soldiers-Internationalists from the grateful people of Afghanistan, Staatsmedaille der Demokratischen Republik Afghanistan
- Zwei Goldmedaillen der ISESCO
- Verdienter Arbeiter der Republik Tadschikistan